# Son (hudba)
Son Cubano je původem kubánský hudební styl. Populárním se stal v druhé polovině 19. století zejména ve východních provinciích Kuby, nejstarší známý son Son de la Má Teodora však pochází již z doby kolem roku 1570 z oblasti Santiaga de Cuba. Son kombinuje strukturu a prvky španělského hudebního stylu canción a španělské kytary s africkými rytmy a perkusními nástroji oblastí Bantu a Arará.